# Sextus Pedius
Sextus Pedius war ein klassischer römischer Jurist an der Wende vom 1. zum 2. Jahrhundert n. Chr. Lebensdaten sind von ihm zwar nicht bekannt, allerdings geht die Verständigung dahin, ihn als Zeitgenossen Julians zu bezeichnen.
Bekanntheit erlangte Pedius als Ediktskommentator (libri ad edictum) und Autor einer Monografie, die den Titel De stipulationibus trägt. Da weder Schriftzeugnisse von ihm erhalten sind und auch unmittelbare Exzerpte in den Digesten vergebens gesucht werden, ist die Nachwelt auf die Erwähnungen in den Ediktskommentaren bei Ulpian (Ad edictum aedilium curulium) und Paulus angewiesen. Da Fragmente aus deren Kommentaren in den Digesten enthalten sind, ergeben sich auch mittelbare Hinweise auf Pedius. Ein unbekannter Autor hatte ihn noch in den Fragmenta Vaticana erwähnt. Pedius selbst ging ebenfalls sparsam mit Zitaten um, denn lediglich Aulus Ofilius und Masurius Sabinus finden bei ihm Erwähnung. Die Umstände seiner Person und seines Wirkens werden insoweit nicht erhellt.
Da Sextus Pedius häufig in Ulpians Ad edictum aedilium curulium angeführt wird (39-mal), geht man davon aus, dass er einen ebensolchen Kommentar – Detlef Liebs geht von ungefähr 50 Büchern (libri) aus – geschrieben hat, auf den an Ort und Stelle reflektiert wird. Knapp halb so oft (17-mal) erwähnt Paulus den Kollegen. Das von den klassischen Juristen neben den Fideikommissen häufig aufgegriffene Thema der Stipulation, führte bei Pedius wohl zu einem schmalen Werk, das genauso wie das des Pomponius in Zitaten vorliegt, während Justinian die Kommentare von Gaius und Venuleius Saturninus zum genannten Thema bewahrt hatte.
Es wird vermutet, dass Ulpian und Paulus, die beide als bedeutende Klassiker der Rechtsliteratur gelten, Pedius als schöpferischen Geist, als Autorität wahrnahmen.